# Viola aethnensis messanensis
Viola aethnensis subsp. messanensis (W.Becker) Merxm. & Lippert è una pianta appartenente alla famiglia Violaceae.